# 陳⿰受鳥
陈（1909年—2007年4月28日），字己同，女，湖南衡山人，生于四川，中国数学家，南开大学教授。

## 生平
陈于1928年毕业于北京女子师范大学附属中学，1934年毕业于南开大学数学系。此后曾赴英国伦敦大学留学。1937年8月回到中国，历任武汉大学附设机械专修科讲师、四川大学副教授。1946年起任教于南开大学数学系。初为副教授，1956年升任教授。她于1952年加入中国民主促进会，曾任天津市民进市委常委、天津市人大代表、天津市政协委员等职。2007年4月28日在天津逝世，终年98岁。

## 著作
陈编译的数学教材有：
- 《解析几何讲义》（高等教育出版社）
- 《空间解析几何引论》（合编，高等教育出版社）
- 《微积分学》第一卷（译作，原著H.Grauert与L.Lieb，人民教育出版社）
- 《函数论》（合译，原著K.Knopp，商务印书馆）
- 《线性空间》（合译，高等教育出版社）
- 《高观点下的初等数学》第三卷（合译，湖北教育出版社）

## 家庭
陈为陈韬与庄曜孚之六女，作家陈衡哲之妹。她的丈夫吴大任亦为数学家，是中国积分几何研究先驱，曾任南开大学副校长、中国数学会副理事长，也是物理学家吴大猷的堂弟。
陈与吴大任夫妇育有两子：
- 吴介之（1940年－）：流体力学家，北京大学工学院教授
- 吴喜之（1944年－）：统计学家，中国人民大学教授，其妻沈琴婉是数学家陈省身的秘书、原南开大学信息学院教授[5]